# Тралов, Иоганнес
Иога́ннес Тра́лов (нем. Johannes Tralow, псевдоним Ганс Лов, нем. Hanns Low; 2 августа 1882, Любек — 27 февраля 1968, Берлин) — немецкий романист, рассказчик, драматург и публицист.

## Биография
Тралов получил торговое образование и несколько лет работал волонтёром на Ближнем Востоке. Позднее получил должность шеф-редактора газеты Lübecker Tageblatt. В 1914 году началась его карьера в театре, продлившаяся 18 лет. После прихода к власти национал-социалистов в 1933 году Тралов вёл уединённую жизнь в статусе свободного писателя. В 1932—1937 годах был женат на писательнице Ирмгард Койн, которая была младше его на 23 года. После своего избрания президентом ПЕН-центра «Восток и Запад» (1951—1960) его сочинения издавались преимущественно в Германской Демократической Республике, куда он переселился в конце жизни.
Наиболее известное сочинение Тралова — «Оттоманская тетралогия», в которую вошли романы:
- «Роксолана» (Roxelane, 1942),
- «Ирина Трапезундская» (Irene von Trapezunt, 1947)
- «Малхун Хатун» (Mal Hatun, 1952) и
- «Евнух» (Der Eunuch, 1956).

Этот цикл повествует о подъёме Османской империи от племён тюркских кочевников к мировой державе и о начавшемся распаде этой империи и охватывает период XIII—XVIII веков. Красочное описание кровавой борьбы за власть оформлено чарующими женскими образами.
Последней книгой Тралова, над которой писатель работал несколько десятилетий, стал биографический роман «Мохаммед» (1967), задачей которого по мысли автора было упрочение дружеских связей между арабскими народами и осознание их культурной истории.

## Сочинения
- Das Gastmahl zu Pavia (1905)
- Kain — der Heiland (1911)
- Peter Fehrs' Modelle (1912)
- Inge. Das Drama einer Liebe (1912)
- Die Mutter (1914)
- Ein Mann in seinem Alter (1914)
- Die Oresteia des Aischylos (1920)
- Medea des Euripides (1924)
- König Neuhoff (1929)
- Gewalt aus der Erde (1933)
- Die verliebte Mosel (1936)
- Wo bleibt Petermann? (1936)
- Trebonius erbt eine Frau (1937)
- Flibustier vor Veracruz (1937)
- Ein zweifelhafter Mensch (1938)
- Schwarze Orchideen (1939)
- Die vertauschten Schwestern (1939)
- Die beiden Elikotts (1941)
- Friederike und die Freunde (1946)
- Rosska. Fondi (1949)
- Aufstand der Männer (1953)
- Boykott (1950)
- Worte wider Waffen. Schriftsteller mahnen zum Frieden (1951)
- Der Beginn (1958)
- Kepler und der Kaiser (1961)